# Lepidochrysops jansei
Lepidochrysops jansei är en fjärilsart som beskrevs av Van Someren 1957. Lepidochrysops jansei ingår i släktet Lepidochrysops och familjen juvelvingar. Inga underarter finns listade i Catalogue of Life.